# Ян Нальборчик
Ян Ю́ліуш Нальбо́рчик (пол. Jan Juliusz Nalborczyk; *16 лютого 1870— †1940) — польський і український скульптор і педагог.

## Біографія
Народився 16 лютого 1870 року у Кракові.
З 1884 по 1888 рік — навчався у Краківській школі образотворчих мистецтв. З 1891 по 1893 — у Віденській академії мистецтв.
Працював у Школі дерев'яного промислу в Закопаному. У 1908 році — оселився у Львові. Від 1 вересня того ж року — викладав скульптуру у львівській Державній промисловій школі. 
Від 1911 року — викладав скульптурний орнамент у Львівській політехніці.
У 1930 році входив до складу журі конкурсу на проєкт пам'ятника Каролю Скібінському на Личаківському цвинтарі у Львові.
На початку 1930-х очолював Львівську школу декоративних мистецтв і мистецького промислу (колишній мистецький відділ Промислової школи).
Убитий НКВС у 1940 році в тюрмі на Лонцького.

## Творчість
До 1914 року — працював портретистом. 
Дотримувався традицій академізму, часом звертаючись до неокласицизму та сецесії. Більшість робіт створив до Першої світової війни.

## Роботи
- Пам'ятник Титусу Халубінському в Закопаному (1903).
- Погруддя Володимира Дідушицького. Гіпсовий відливок знаходиться у Львівській галереї мистецтв, бронзовий — у Природознавчому музеї (1903).
- Рельєф із портретом архітектора Адольфа Віктора Вайсса (1910, гіпс).
- Гіпсове погруддя — конкурсний проєкт майбутнього пам'ятника Юліанові Захаревичу. Здобув другу нагороду.
- Проєкт пам'ятника (погруддя) Анджею Потоцькому. Відзначений нагородою на конкурсі проєктів 1910 року, хоч був присланий поза конкурсом[3].
- Третя нагорода за конкурсний проєкт пам'ятника Францішеку Смольці (1911, спільно з архітектором Вітольдом Мінкевичем).
- Бронзова медаль Крайового управління за найкращі вироби ремісництва із зображенням алегорій Промисловості і Освіти (1911, Музей медальєрного мистецтва у Вроцлаві).
- Гіпсове погруддя Владислава Клапковського (1913).
- Сецесійна плакета «Фридерик Шопен» (1912). Гіпсовий відливок знаходиться у Львівській галереї мистецтв, а бронзовий — у Національному музеї у Варшаві.
- Сецесійна композиція-рельєф «Дафна і схід сонця» (бл. 1913—1916, гіпс).
- Липова статуя лицаря, вирізьблена 1916 року, призначена для збирання пожертв на військові цілі, розміщена у спеціальному павільйоні, спроєктованому Вітольдом Долинським, розміщеному на Гетьманських валах (нині проспект Свободи). Статуя зберігається у Львівському історичному музеї.
- Бронзове погруддя ректора Львівської політехніки і завідувача кафедри геодезії професора Каспара Вайґеля (1930).
- Бронзовий медальйон із зображенням архітектора Вітольда Мінкевича (1934).
- Бронзове погруддя генерала Болеслава Поповича (1934).
- Портретний медальйон на надгробку композитора Яна Галла на Личаківському цвинтарі (1935).
- Надгробний пам'ятник родини Трушковських і Закрейсів на Личаківський цвинтар (змонтований 1937 року).
- Участь у виготовлені вівтарів парафіяльного костелу в Закопаному, спільно з Войцехом Бжегою. Автор проєкту — Станіслав Віткевич[4].